# Naalaafushi
Naalaafushi is een van de bewoonde eilanden van het Meemu-atol behorende tot de Maldiven.

## Demografie
Naalaafushi telt (stand maart 2007) 223 vrouwen en 249 mannen.